# Federazione pallavolistica della Nuova Zelanda
La Federazione neozelandese di pallavolo (eng. Volleyball New Zealand, VNZ) è un'organizzazione fondata per governare la pratica della pallavolo in Nuova Zelanda.
Organizza il campionato maschile e femminile, e pone sotto la propria egida la nazionale maschile e femminile.
Ha aderito alla FIVB nel 1970.